# سادات آباد (مقاطعة إقليد)
سادات‌آباد (بالفارسية: سادات‌آباد) هي قرية تقع في Sedeh District في إيران. يقدر عدد سكانها بـ 270 نسمة .